# Ecuador Open Quito 2018
Ecuador Open Quito 2018 byl tenisový turnaj mužů na profesionálním okruhu ATP World Tour, hraný v místním areálu na otevřených antukových dvorcích. Probíhal mezi 5. až 11. únorem 2018 v ekvádorské metropoli Quitu jako čtvrtý ročník turnaje.
Řadil se do kategorie ATP World Tour 250. Do dvouhry nastoupilo dvacet osm hráčů a ve čtyřhře startovalo šestnáct párů. Celkový rozpočet činí 561 345 dolarů. Nejvýše nasazeným hráčem ve dvouhře se stal desátý tenista světa Pablo Carreño Busta ze Španělska, který po volném losu podlehl slovenskému kvalifikantovi a pozdějšímu semifinalistovi Andreji Martinovi. Posledním přímým účastníkem v hlavní singlové soutěži byl norský 139. hráč žebříčku Casper Ruud.
Premiérový titul na okruhu ATP Tour získal 26letý Španěl Roberto Carballés Baena, jenž v kvalifikaci turnaje vyhrál vůbec první zápas v sezóně 2018. Také pro oba členy chilského páru Nicoláse Jarryho a Hanse Podlipnika-Castilla znamenal deblový titul první triumf na túře ATP.

## Rozdělení bodů
| Soutěž  | vítězové | finalisté | semifinalisté | čtvrtfinalisté | 16 v kole | 32 v kole | Q  | Q2 | Q1 |
| ------- | -------- | --------- | ------------- | -------------- | --------- | --------- | -- | -- | -- |
| dvouhra | 250      | 150       | 90            | 45             | 20        | 0         | 12 | 6  | 0  |
| čtyřhra | 250      | 150       | 90            | 45             | 0         | —         | —  | —  | —  |

### Finanční odměny
| Soutěž                              | vítězové | finalisté | semifinalisté | čtvrtfinalisté | 16 v kole | 32 v kole | Q2     | Q1     |
| ----------------------------------- | -------- | --------- | ------------- | -------------- | --------- | --------- | ------ | ------ |
| dvouhra                             | $89 435  | $47 105   | $25 515       | $14 535        | $8 565    | $5 075    | $2 285 | $1 145 |
| čtyřhra                             | $21 170  | $14 280   | $7 740        | $4 430         | $2 590    | —         | —      | —      |
| částka ve čtyřhře je uvedena na pár |          |           |               |                |           |           |        |        |

## Dvouhra mužů

### Nasazení
| Stát                          | Hráč                   | ATP | Nasazení |
| ----------------------------- | ---------------------- | --- | -------- |
| Španělsko                     | Pablo Carreño Busta    | 10. | 1.       |
| Španělsko                     | Albert Ramos-Viñolas   | 21. | 2.       |
| Francie                       | Gaël Monfils           | 44. | 3.       |
| Itálie                        | Paolo Lorenzi          | 46. | 4.       |
| Argentina                     | Horacio Zeballos       | 66. | 5.       |
| Dominikánská republika        | Víctor Estrella Burgos | 86. | 6.       |
| Chorvatsko                    | Ivo Karlović           | 90. | 7.       |
| Chile                         | Nicolás Jarry          | 95. | 8.       |
| Žebříček ATP k 29. lednu 2018 |                        |     |          |

### Jiné formy účasti
Následující hráčí obdrželi divokou kartu do hlavní soutěže:
- Corentin Moutet
- Roberto Quiroz
- Tommy Robredo

Následující hráč obdržel do dvouhry zvláštní výjimku:
- Pablo Andújar

Následující hráči postoupili z kvalifikace:
- Facundo Bagnis
- Roberto Carballés Baena
- Federico Gaio
- Andrej Martin

Následující hráč postoupil z kvalifikace jako tzv. šťastný poražený:
- Alessandro Giannessi

### Odhlášení
před zahájením turnaje
- Alexandr Dolgopolov → nahradil jej  Casper Ruud
- Nicolás Kicker → nahradil jej  Peter Polansky
- Tommy Robredo → nahradil jej  Alessandro Giannessi
- Tennys Sandgren → nahradil jej  Stefano Travaglia

## Mužská čtyřhra

### Nasazení
| Stát                                                                                   | Hráč                | Stát      | Hráč                      | ATP  | Nasazení |
| -------------------------------------------------------------------------------------- | ------------------- | --------- | ------------------------- | ---- | -------- |
| Brazílie                                                                               | Marcelo Demoliner   | Indie     | Purav Radža               | 98.  | 1.       |
| Filipíny                                                                               | Treat Conrad Huey   | Rakousko  | Philipp Oswald            | 111. | 2.       |
| Mexiko                                                                                 | Santiago González   | Mexiko    | Miguel Ángel Reyes Varela | 127. | 3.       |
| Španělsko                                                                              | Pablo Carreño Busta | Argentina | Guillermo Durán           | 148. | 4.       |
| Žebříček ATP k 29. lednu 2018; číslo je součtem žebříčkového postavení obou členů páru |                     |           |                           |      |          |

### Jiné formy účasti
Následující páry obdržely divokou kartu do hlavní soutěže:
- Dorian Descloix /  Gaël Monfils
- Gonzalo Escobar /  Roberto Quiroz

Následující páry nastoupily do čtyřhry z pozice náhradníků:
- Facundo Bagnis /  João Souza
- Federico Gaio /  Andrej Martin
- Sergio Galdós /  Gerald Melzer

### Odhlášení
před zahájením turnaje
- Carlos Berlocq (poranění pravého ramena)
- Rogério Dutra da Silva (enteritida)
- André Sá (natažení pravého lýtka)

## Přehled finále

### Mužská dvouhra
- Roberto Carballés Baena vs.  Albert Ramos-Viñolas, 6–3, 4–6, 6–4

### Mužská čtyřhra
- Nicolás Jarry /  Hans Podlipnik-Castillo vs.  Austin Krajicek /  Jackson Withrow, 7–6(8–6), 6–3